# El llibre de la selva (novel·la)
El llibre de la selva (en anglès: The Jungle Book), també anomenat El llibre de les terres verges, publicat el 1894, és una col·lecció d'històries escrites pel britànic Rudyard Kipling (Bombai, 1865 - Londres, 1936), el primer escriptor anglès a ser guardonat amb el Premi Nobel de Literatura el 1907.
La història, que va ser inicialment publicada en diverses revistes entre 1893-1894 i que contenia, en alguns casos, il·lustracions del pare de Rudyard,
John Lockwood Kipling, es basa en contes d'animals de la selva índia que, de forma antropològica, plantegen lliçons morals.
Així, doncs, El llibre de la selva és, en realitat, un recull de contes. De tota manera, els primers vuit són part d'una mateixa història.

## Argument
La història comença quan, fugint de l'atac de Shere Khan (el tigre), un matrimoni perd el seu fill petit. Aquest apareix a la cova d'uns llops (Ramm i Raksha) que no sols el salven de les urpes de Shere Khan, sinó que al seu torn l'acullen com el seu propi fill. Raksha l'anomena Mowgli, 'la granota', perquè no té pèl, i l'incorpora a la seva família de llops.
Mowgli és llavors presentat al Consell de la Roca, màxim òrgan de la llopada, perquè sigui acceptat com un més d'ells. El Consell és liderat per Akela, que assenyala que, tal com indica la llei de la selva, alguna cosa ha de ser oferta com a pagament per deixar que Mowgli visqui i sigui acceptat en la llopada, de manera que Bagheera (la pantera negra mascle que ensenya els llops a caçar) ofereix a la llopada un bou que recentment ha caçat. Així, Mowgli passa a formar part de la llopada.
Com qualsevol altre llop, és instruït en la llei de la selva (un conjunt de sis articles en què es presenten els principals valors que ha de tenir un llop) per Baloo, un vell os bru. Mowgli viu, així, diferents històries que li fan entendre el veritable valor de les lleis (sobretot quan s'enfronta als Bandar-Log, el poble dels micos que no tenen lleis), de l'amistat i, sobretot, del treball en equip. No obstant això, a mesura que creix (i que els seus amics, com Akela, es tornen més vells), les diferències entre Mowgli i els llops es fan més evidents. És aquí quan, el poder de Shere Khan es fa més fort. Mowgli és expulsat de la llopada, i se'n va a viure amb la seva mare biològica, a qui ha trobat en un poble proper.
De tota manera, encara tenia pendent una tasca dins de la selva: matar Shere Khan, tal com ho havia predit Raksha quan Mowgli només era un nen. Al poblet, Nathoo (nom veritable de Mowgli, que Messua, la seva mare, li havia posat quan va néixer) es converteix en un pastor de bous, encara que no aconsegueix adaptar-se completament a l'estil de vida, i dorm dins de gàbies, i inventa històries d'esperits de la selva. Però, és aquest treball el que li proporciona l'eina adequada per complir la seva tasca. Enganyant Shere Khan, amb l'ajuda d'Akela i el germà Gris (llop germà de Mowgli), aconsegueix que tot el ramat de bous, liderat per Rama, el bou, aixafi, literalment, el tigre en una estampida.
Complerta la seva tasca, Nathoo es disposa a viure per sempre entre els humans, encara que ha de fugir del poble on vivia amb Messua, perquè és considerat un esperit maligne de la selva per la seva capacitat per parlar amb els animals i, principalment, per dirigir els bous segons els seus desitjos. De manera que tots dos s'escapen a un altre poble, governat pels anglesos, els quals imposen l'ordre, les lleis i, sobretot, la justícia. En el vuitè conte conclou la història de Mowgli, i al mateix temps, la unicitat de les històries.
A partir d'aquest capítol, totes són històries diferents, amb diferents personatges, i ni tan sols transcorren totes a la selva de Seeonee. Apareixeran Hathi, l'elefant savi, o Rikki-Tikki-Tavi, la mangosta.